# Quorn (substytut mięsa)
Quorn – substytut mięsa dostępny w sprzedaży w Wielkiej Brytanii, Irlandii, USA, Australii, Szwecji, Włoszech, Francji, Szwajcarii, Belgii, Holandii, Hiszpanii, Nowej Zelandii, Norwegii, RPA, Danii, Finlandii i Niemczech. Jego produkcja została rozpoczęta w 1985 roku przez Marlow Foods; obecnie właścicielem marki jest Monde Nissin Corporation. Quorn został tak zaprojektowany, aby naśladować teksturę i smak mięsa. Jego głównym składnikiem są mykoproteiny pochodzące z grzyba Fusarium venenatum, który jest uprawiany w procesie fermentacji, według producenta przypominającym produkcję piwa lub jogurtu.
Produkt jest sprzedawany jako substytut mięsa, zarówno jako półprodukt do dalszej obróbki, jak i składnik gotowych dań. W większości produktów wysuszona masa grzybowa jest mieszana z białkiem jaja, który ma działanie wiążące i pozwala otrzymać pożądaną konsystencję (teksturę), a następnie jest formowana w produkt ostateczny. W wersji wegańskiej jako spoiwa zamiast białka jaja wykorzystuje się białko pozyskiwane z ziemniaków.

## Produkcja

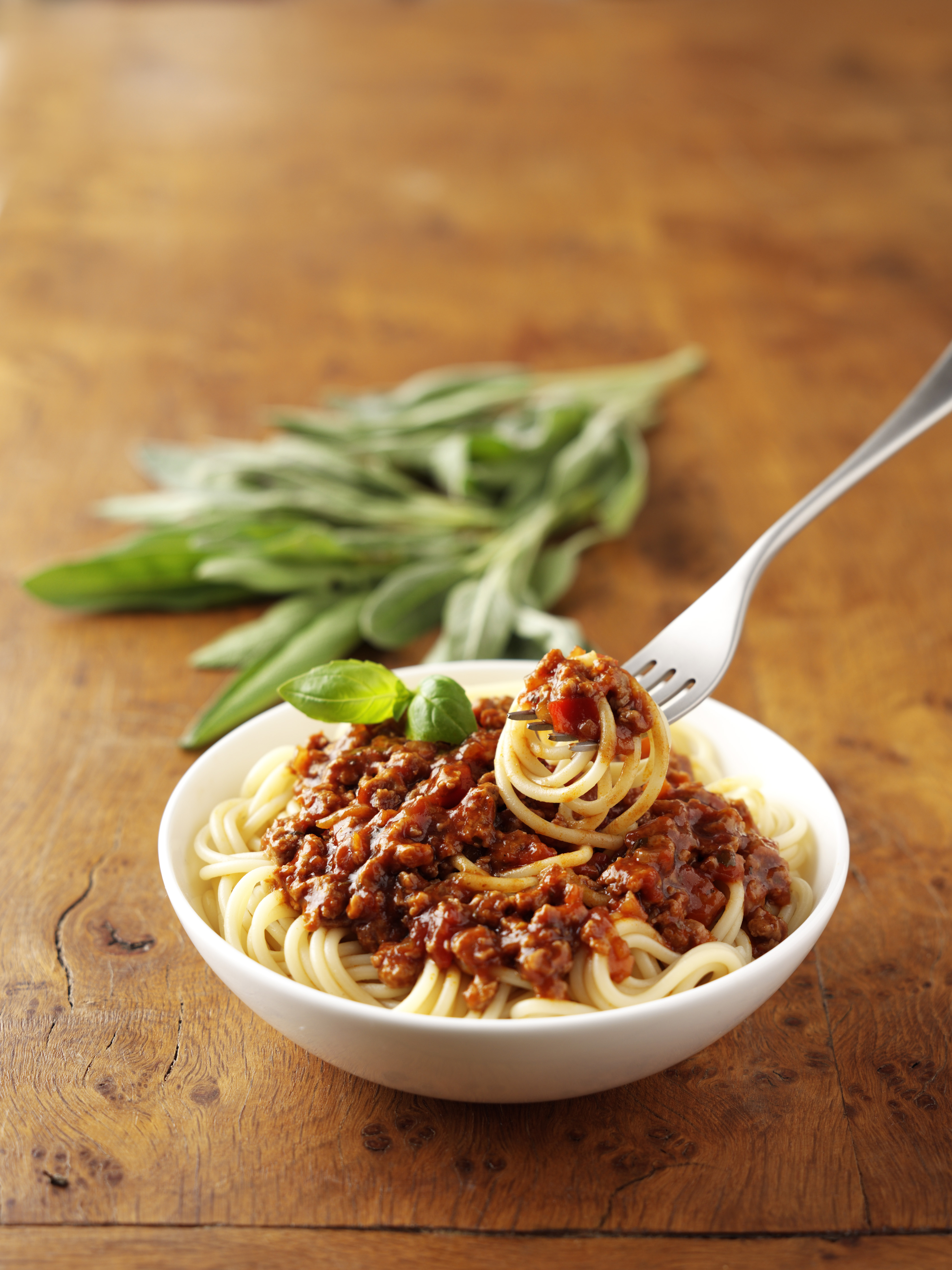
Spagetti Bolonese na bazie mielonego Quorn.

Quorn powstaje ze szczepu PTA-2684 pleśni Fusarium venenatum naturalnie występującej w ziemi (początkowo mylnie zidentyfikowanej jako  Fusarium graminearum). Grzyb jest uprawiany w ciągle napowietrzanej wodzie umieszczonej w sterylnie czystych zbiornikach. Do bulionu fermentacyjnego dodawana jest glukoza, źródło azotu oraz witaminy i minerały, w celu poprawienia jakości produktu. Otrzymane mykoproteiny są ekstrahowane i podgrzewane w celu usunięcia nadmiaru RNA. Poprzednie próby wyprodukowania białka spożywczego metodą fermentacji nie powiodły się, właśnie ze względu na nadmierną zawartość DNA i RNA. Bez etapu podgrzewania, puryna znajdująca się w kwasach nukleinowych jest metabolizowana przez ludzi do kwasu moczowego, którego nadmiar może prowadzić do rozwoju dny moczanowej. Należy jednak zauważyć, że najnowsze badania sugerują, że do czynników dietetycznych, które dotychczas uważano za powiązane z rozwojem dny moczanowej, nie zalicza się spożycia warzyw bogatych w purynę, ani suma spożytego białka. Narodowe Centrum Edukacji Żywienia (NCEŻ) w najnowszych zaleceniach wskazuje, że warzywa, grzyby i nasiona strączkowe nie zwiększają ryzyka rozwoju dny moczanowej, jednak grzyby nie powinny stanowić podstawy diety.
Na kolejnym etapie produkcji mykoproteiny są suszone i mieszane z białkiem jaja, które wiąże masę. Następnie w celu uzyskania fizycznych cech charakterystycznych dla mięsa, masa jest poddawana procesowi nadawania tekstury i formowana w ostateczną postać: mielonkę, przypominającą mieloną wołowinę; piersi kurczaka; pulpety; pieczeń z indyka lub kawałki, przypominające pokrojoną pierś z kurczaka. W zależności od formy produktu końcowego, Quorn może mieć różne kolory. Nadaje się on do zastosowania jako substytut mięsa w różnych daniach, np. takich jak gulasze lub zapiekanki.
Quorn cechuje się wysoką zawartością białka i błonnika pokarmowego oraz niską zawartością tłuszczów nienasyconych. Zawiera mniej żelaza, niż większość odmian mięsa. Producent nie ujawnia szczegółowych informacji na temat dodatków, które są używane w celu nadania produktowi charakteru prawdziwego mięsa. Uważa się, że jest on akceptowalny w diecie dzieci powyżej 9. miesiąca życia, ale powinien być wprowadzany stopniowo. Produkty o dużej zawartości błonnika i niskiej kaloryczności są bardziej odpowiednie dla dorosłych, niż małych dzieci. Zbyt duża zawartość błonnika pokarmowego w diecie może być także przyczyną wzdęć. Zawartość soli jest różna, w zależności od rodzaju produktu.
Ślad węglowy mielonki Quorn w UK jest szacowany na nie więcej, niż 20% wartości generowanej przez produkcję wołowiny.

### Wartość odżywcza
| Składnik             | Wartość w 100g   |
| -------------------- | ---------------- |
| wartość energetyczna | 393 kJ (94 kcal) |
| węglowodany          | 4,5 g            |
| cukry                | 0,6 g            |
| błonnik              | 6 g              |
| tłuszcze             | 2 g              |
| tłuszcze nasycone    | 0,5 g            |
| białka               | 14,5 g           |
| tryptofan            | 0,18 g           |
| treonina             | 0,61 g           |
| izoleucyna           | 0,57 g           |
| leucyna              | 0,95 g           |
| lizyna               | 0,91 g           |
| metionina            | 0,23 g           |
| fenyloalanina        | 0,54 g           |
| walina               | 0,60 g           |
| histydyna            | 0,39 g           |
| cholesterol          | 0 mg             |

## Wygaśnięcie patentu
Prawa patentowe w Unii Europejskiej wygasają 20 lat od daty przyznania. Pierwszy patent dotyczący technologii produkcji mykoprotein w oparciu o szczep PTA-2684 pleśni Fusarium venenatum został przyznany w 1985 roku, a do roku 2010 wygasł on już na terenie wszystkich krajów Unii Europejskiej. Tym samym, obecnie każdy może produkować ten rodzaj mykoprotein, przy użyciu wcześniej opatentowanej technologii. Nazwa Quorn nadal pozostaje własnością Marlow Foods.